# Twizell, Whalton
Twizell var en civil parish 1866–1955 när det uppgick i Whalton, i grevskapet Northumberland i England. Civil parish var belägen 8 km från Morpeth och hade 38 invånare år 1951.